# Kenneth Gilman
Kenneth „Kip“ David Gilman (* 18. November 1946 in Revere, Massachusetts) ist ein US-amerikanischer Schauspieler.

## Leben und Karriere
Kenneth Gilman wurde 1946 in Revere im US-amerikanischen Bundesstaat Massachusetts geboren.
Er erhielt seine erste Schauspielrolle 1972 als Gastrolle im Film Help, Inc. Gilman hatte hauptsächlich Serien-Gastrollen in seiner bisherigen Karriere. Die Rolle, in der er bisher am häufigsten zu sehen war, ist die des Dr. Hank Kaplan in Hallo Schwester!.
Am 21. August 2006 heiratete er seine Schauspielerkollegin Jamie Rose.

## Filmografie (Auswahl)
- 1976: Rhoda – als Ron, eine Folge
- 1977: Detektiv Rockford – Anruf genügt – als Alan Bayliss, eine Folge
- 1978: Columbo: Mord in eigener Regie – als Jonathan
- 1979: Dorothy – als Jack Landis, vier Folgen
- 1979: Soap – Trautes Heim – als Charlie Walker, eine Folge
- 1983: Die Zeitreisenden – als Alexander Graham Bell, eine Folge
- 1984: Wer ist hier der Boss? – als Jeffrey Michaelson, Esq., eine Folge
- 1984, 1986: Hunter – als Clint Langer / Billy Vincent, zwei Folgen
- 1985: Ein Engel auf Erden – als Maxim Prince, eine Folge
- 1985: Agentin mit Herz – als Bart Stoler / Vic Burling, zwei Folgen
- 1986: Chefarzt Dr. Westphall – als Dr. Duncan Harper, eine Folge
- 1986: Magnum – als Donald Burns, eine Folge
- 1986: Trapper John, M.D. – als Dr. Jacob Christmas, zehn Folgen
- 1986: Twilight Zone – als Ace Campbell, eine Folge
- 1986, 1990: Matlock – als Dr. David Campbell / Sonny Hutton, zwei Folgen
- 1988: Side by Side – als Franklin
- 1989: Der Hogan-Clan – als Dr. Steven Grayson, eine Folge
- 1990: Alf – als Lloyd Ruben, eine Folge
- 1990: Doctor Doctor – als Steve, zwei Folgen
- 1990: Doogie Howser, M.D. – als Frank Muresan, eine Folge
- 1991: Jake und McCabe – Durch dick und dünn – als Tommy Brenan, eine Folge
- 1991–1994: Hallo Schwester! – als Dr. Hank Kaplan, 68 Folgen
- 1998: Caroline in the City – als Dr. Forsythe, eine Folge
- 1999: Jack & Jill – als Mr. Barrett, eine Folge
- 2006: Strong Medicine: Zwei Ärztinnen wie Feuer und Eis – als Haim, eine Folge
- 2006: Without a Trace – Spurlos verschwunden – als Lyle Carver, eine Folge
- 2011: Bones – Die Knochenjägerin – als Warren Erickson, eine Folge
- 2011: CSI: Miami – als Benjamin Paxton, eine Folge
- 2013: Parker – als Danzinger